# فانی هورن بیرکلند
فانی هورن بیرکلند (نروژی: Fanny Horn Birkeland؛ زادهٔ ۸ مارس ۱۹۸۸) ورزشکار دوگانه اهل نروژ است.

## نگارخانه

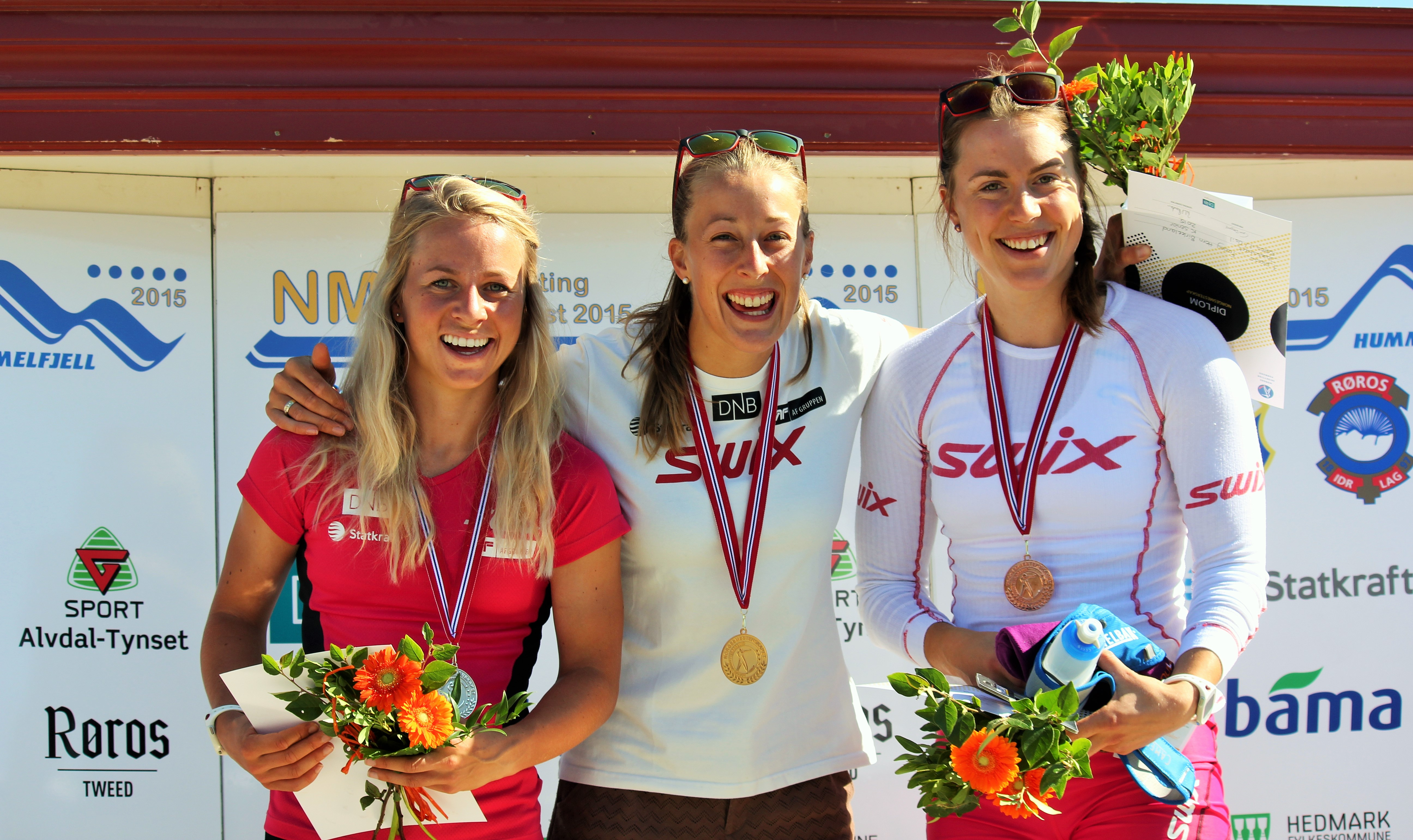
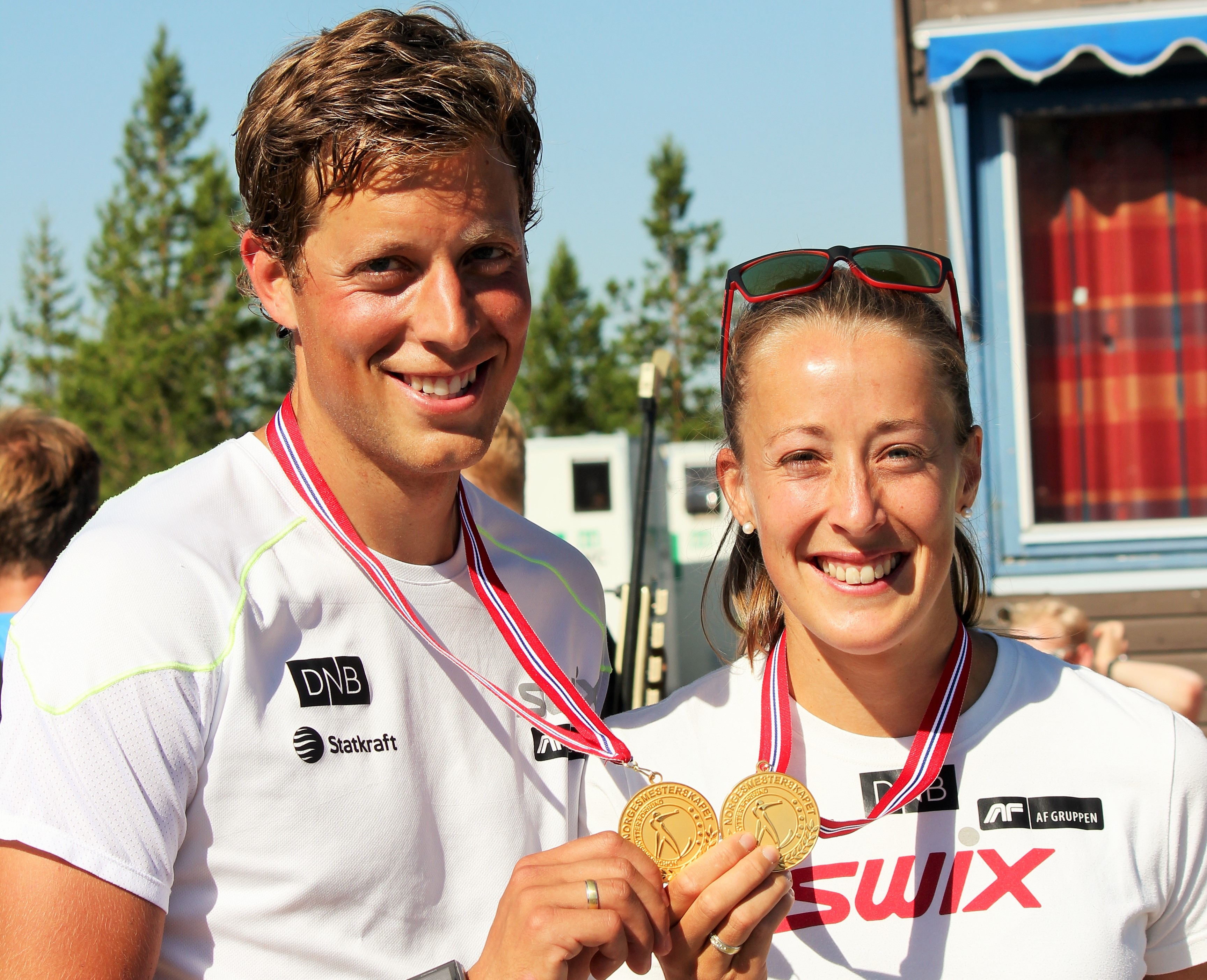